# 53 Kalypso
Kalypso (asteroide 53) é um asteroide da cintura principal com um diâmetro de 115,38 quilómetros, a 2,08493744 UA. Possui uma excentricidade de 0,20392079 e um período orbital de 1 548,08 dias (4,24 anos).
Kalypso tem uma velocidade orbital média de 18,40451483 km/s e uma inclinação de 5,15380751º.
Este asteroide foi descoberto em 4 de Abril de 1858 por Robert Luther. Seu nome vem do personagem da mitologia grega Calipso.